# Де Сагазан, Зао
Зао де Сагазан (полное имя Зао-Агата Мелюзина Лемонье де Сагазан, фр. Zaho-Agathe Mélusine Le Moniès de Sagazan; род. 28 декабря 1999, Сен-Назер) — французская певица, автор-исполнитель.
Представительница старинного бретонского дворянского рода. Четвёртая и младшая дочь медиахудожника и перформера Оливье де Сагазана и его жены Гаэли, урождённой Леруж де Рюзюнан. Окончила в своём родном городе Лицей имени Аристида Бриана, затем некоторое время изучала в Нанте бизнес и менеджмент, оставив учёбу, работала в доме престарелых, после чего полностью посвятила себя музыкальной карьере.
Начала заниматься музыкой как пианистка, но затем под впечатлением от песен Stromae решила пробовать себя как певица. С 2015 года размещала в Инстаграме свои и чужие песни в собственном исполнении, в 2016 году дебютировала на сцене Театра Симоны Вейль в Сен-Назере, исполнив в рамках концертной программы своего лицея песню Матье Шедида. С 2021 года участвует во французских национальных музыкальных фестивалях, получила известность благодаря собственной песне Suffisamment. В марте 2023 года выпустила первый альбом La Symphonie des éclairs (с фр. — «Симфония молний»), в декабре того же года сертифицированный во Франции как золотой (продано 50 тысяч экземпляров). В феврале 2024 года была удостоена премии Виктуар де ля мюзик в четырёх номинациях: «Лучшая оригинальная песня», «Лучший альбом», «Музыкальное открытие» и «Музыкальное открытие — женщина». В мае 2024 года выступила на открытии Каннского кинофестиваля, исполнив песню Дэвида Боуи Modern Love в качестве подарка для председательницы жюри Греты Гервиг, поскольку эта песня была ключевой в саундтреке фильма «Милая Фрэнсис», с которого началась слава Гервиг.
Критика отмечает влияние на Зао де Сагазан классики французского шансона — таких исполнителей, как Жак Брель, Барбара и Морис Фанон.